# Willian Pacho
Willian Joel Pacho Tenorio (* 16. Oktober 2001 in Quinindé) ist ein ecuadorianischer Fußballspieler. Der Innenverteidiger steht beim französischen Erstligisten Paris Saint-Germain unter Vertrag und ist A-Nationalspieler.

## Karriere

### Verein
Pacho begann seine fußballerische Ausbildung bei Independiente del Valle. Bis 2020 spielte er in der Jugend des Vereins. Am 3. November 2019 debütierte er in der Serie A, als er gegen den Delfín SC in der Startelf stand. Dies blieb sein einziger Saisoneinsatz. In der Folgesaison debütierte er am 22. Oktober 2020 in der Gruppenphase gegen den Barcelona SC international in der Copa Libertadores. In der Liga kam er in jener Saison 2019 achtmal zum Einsatz, während es bei diesem einen internationalen Einsatz blieb. In der Folgesaison entwickelte er sich zum Stammspieler und spielte nahezu jedes Spiel in der Liga, der Copa Libertadores und der Copa Sudamericana.
Im Sommer 2022 wechselte Pacho zum belgischen Erstligisten Royal Antwerpen mit einem Vertrag bis 2026. In seiner ersten Saison bestritt Pacho 3 von 17 möglichen Ligaspielen für Antwerpen, alle in den Meister-Play-offs. In der Saison 2022/23 bestritt er 39 von 40 möglichen Ligaspielen, alle sechs Pokalspiele und fünf von sechs Spielen in der Qualifikation zur Conference League. Er beendete die Saison als belgischer Meister und Pokalsieger.
Zur Saison 2023/24 wechselte der Innenverteidiger zum deutschen Bundesligisten Eintracht Frankfurt, bei dem er Ende März 2023 einen bis zum 30. Juni 2028 gültigen Vertrag unterschrieb. Hier kam er in 33 Ligapartien zum Einsatz und war absoluter Stammspieler.
Im August 2024 wechselte er zu Paris Saint-Germain und unterschrieb dort einen Vertrag bis 2029. Gleich in seiner ersten Saison gewann er 2024/25 mit Paris das Triple aus Meisterschaft, nationalem Pokal und Gewinn der Champions League.

### Nationalmannschaft
Im September 2022 wurde Pacho das erste Mal in die ecuadorianische A-Nationalmannschaft berufen, kam aber nicht zum Einsatz. Er wurde zudem in den Kader für die WM 2022 berufen, jedoch in keinem der drei Gruppenspiele eingesetzt. Am 28. März 2023 stand er gegen Australien in der Startelf und schoss beim 2:1-Sieg auch direkt sein erstes Länderspieltor.

## Titel
International
- Champions-League-Sieger: 2025 (Paris Saint-Germain)
- UEFA-Super-Cup-Sieger: 2025 (Paris Saint-Germain)

Belgien
- Meister: 2023 (Royal Antwerpen)
- Pokalsieger: 2023 (Royal Antwerpen)

Frankreich
- Meister: 2025 (Paris Saint-Germain)
- Pokalsieger: 2025 (Paris Saint-Germain)
- Supercupsieger: 2024 (Paris Saint-Germain)